# Roosna-Alliku (commune)
Ne doit pas être confondu avec le bourg éponyme d'Roosna-Alliku.
Roosna-Alliku (en estonien : Roosna-Alliku vald) est une commune rurale d'Estonie située dans le Comté de Järva. Elle s'étend sur 132 km2

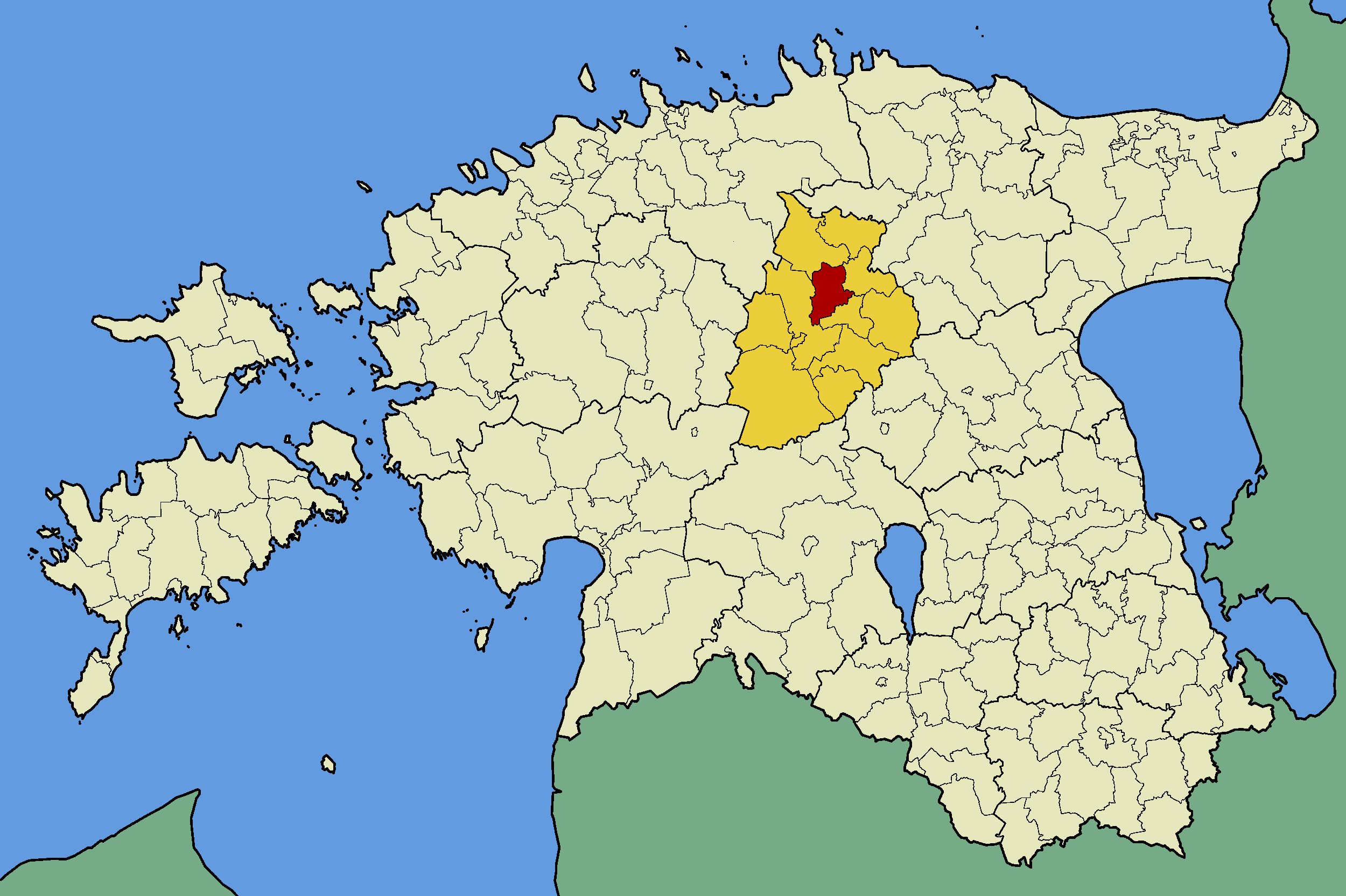
Commune de Roosna-Alliku (rouge), dans le Comté de Järva (jaune).

et a 1 073 habitants(01.01.2012).

## Municipalité
La municipalité comprend un bourg et 12 villages.

### Bourg
Roosna-Alliku.

### Villages
Allikjärve, Esna, Kaaruka, Kihme, Kirisaare, Kodasema, Koordi, Oeti, Tännapere, Valasti, Vedruka, Viisu.